# Надж, Жозеф
Жозеф Надж (фр. Josef Nadj, собственно Йожеф Надь, венг. Nagy József; 1957, Канижа, Воеводина) — французский танцовщик и хореограф, представитель новейшего течения «не-танец».

## Биография
Родился в венгероязычной семье. Окончил художественное училище по классу графики. Учился в Академии изящных искусств и в Будапештском университете, изучая литературу, философию и историю искусства. Брал уроки борьбы, боевых искусств, сценического движения и актёрского мастерства. В 1980 году переехал в Париж, где заинтересовался современным танцем, тай-чи и буто. В 1982 году оставил занятия рисунком и живописью и полностью посвятил себя танцу. Учился в Международной школе пантомимы Марселя Марсо, у Этьена Декру и Жака Лекока. Занимался контактной импровизацией у Марка Томкинса (Mark Tompkins). В 1985 году участвовал в его спектакле «Мужское предательство» (Trahison Men), в 1988 — в спектакле Катрин Диверес «Судья элегантности» (l’Arbitre des élégances) 
В 1986 году организовал собственную компанию JEL (с венг. — «знак»), где создал 19 спектаклей. C 1995 года возглавляет Национальный центр хореографии в Орлеане. В 2006 году был специальным приглашённым артистом Авиньонского фестиваля. 

## Творчество
В своих работах Надж вдохновляется творчеством Бюхнера, Кафки, Арто, Шульца, Русселя, Мишо, Отто Тольнаи.

## Постановки
- 1987 — «Утка по-пекински» / Canard pékinois
- 1988 — «Семь шкур носорога» / 7 peaux de rhinocéros
- 1989 — «Смерть императора» / La Mort de l’empereur
- 1990 — Comedia tempio
- 1992 — «Лестница Орфея» / Les Échelles d’Orphée
- 1994 — «Войцек» / Woyzeck
- 1995 — «Анатомия дикаря» / L’Anatomie du fauve
- 1996 — «Плач хамелеона» / Le Cri du caméléon (по заказу Национального центра цирковых искусств), «Комментарии Аввакума» / Les Commentaires d’Habacuc, новая версия «Войцека»
- 1997 — «Ветер в мешке» / Le Vent dans le sac
- 1999 — в рамках программы Авиньонского фестиваля: «Маленький утренний псалом» / Petit psaume du matin (совместно с Домеником Мерси), «Полуночники» / Les Veilleurs и «Время отступления» / Le Temps du repli
- 2001 — «Философы» / Les Philosophes, «Маленький утренний псалом» (2-я часть)
- 2002 — моноспектакль «Дневник незнакомца» / Journal d’un inconnu
- 2003 — «Небосвода больше нет» / Il n’y a plus de firmament (по заказу театра Види, Лозанна), «Эдем» / Eden
- 2004 — «Солнечная пыль» / Poussière de soleils
- 2005 — «Последний ландшафт» / Last Landscape
- 2006 — Asobu, «Пасодобль» / Paso Doble, «Пейзаж после грозы» / Paysage après l’orage (новая версия «Последнего ландшафта»)
- 2008 — «Антракт» / Entracte, Sho-Bo-Gen-Zo
- 2009 — «И так далее» / Etc. etc.
- 2010 — «Вороны» / Les Corbeaux, «Шерри-Бренди» / Cherry-Brandy
- 2012 — «Дыхание» / ATEM le souffle

## Персональные выставки
- 1996 — «Инсталляция» (серия скульптур, созданная как продолжение темы спектакля «Комментарии Аввакума»)
- 2000 — «Миниатюры» (рисунки китайской тушью, вдохновлённые, как и спектакль «Философы», работами Бруно Шульца)

Начиная с 2003 г. начал выставляться и как фотограф (занимается фотографией с 1989 года).

## Признание
- 1995 — премия критиков на фестивале Mimos, Перигё (Comedia tempio)
- 1997 — 1-я премия итальянских критиков «Danza & Danza» («Комментарии Аввакума»)
- 1998 — первая премия на фестивале БИТЕФ, Белград («Войцек»)
- 2001 — премия «Золотая маска» за лучший зарубежный спектакль, показанный в России («Полуночники»)
- 2002 — гран-при профсоюза театральных критиков («Философы», «Маленький утренний псалом»)
- 2003 — премия «Золотая маска» за лучший зарубежный спектакль, показанный в России («Войцек»)
- 2005 — «Паспорт творца без границ», выданный Французской ассоциацией деятелей искусства и Министерством иностранных дел (MAEE), приз Общества авторов, композиторов и драматургов (SACD)
- 2006 — премия «Европа — театру» в номинации «Новая театральная реальность»

Жозеф Надж — кавалер Ордена искусств и литературы (2002) и офицер Ордена искусств и литературы (2011).

## Критика
Российский журнал «Эксперт», предваряя гастроли труппы Наджа в 2002, назвал его «самой загадочной личностью современного театра».